# Доходный дом Л. Р. Шредер
Доходный дом Л. Р. Шредер — памятник архитектуры. Расположен в Адмиралтейском районе Санкт-Петербурга, современный адрес дома — набережная реки Пряжки, 34Б, улица Володи Ермака, 2.
Первоначальный четырёхэтажный дом с мансардой был построен в 1901 году архитектором Городской управы Н. В. Васильевым для Лидии Ростиславовны Шредер (и её мужа, скульптора И. Н. Шредера). Вскоре после постройки владельцы захотели улучшить стиль и привлекательность дома. Первый проект переделки был представлен в сентябре 1904 года А. Г. Успенским. Он предлагал переделать мансарду в пятый этаж с элементами фахверка и использовать сочетание фактурной штукатурки и кирпича; Городская управа вариант утвердила, но заказчикам он не понравился. Реализованный в результате вариант был подписан 9 октября 1905 года техником-строителем М. Ф. Переулочным (хотя авторство ещё в 1996 году приписывалось Успенскому).
Так как архитектора сдерживала монотонная структура уже существовавшего здания, основными его средствами были декоративные. Стены фасада оплетает лепной крупномасштабный орнамент из прямых и изогнутых линий; гибкие стебли между этажами распускаются листьями и цветами кабачка и подсолнуха, переходящие в тройные линии с кругами или в женские маски. Окна зрительно увеличены окаймляющими их криволинейными полосами. Рельефный узор светлый на фоне мелкозернистой штукатурки.
В раковинах на срезанном углу дома размещены два горельефных бюста; их автором мог быть один из владельцев дома, И. Н. Шредер.
В 2019 году дом вошел в перечень 255 многоквартирных домов — памятников архитектуры с особо сложными фасадами, которые предполагается отреставрировать по программе КГИОП «Наследие».

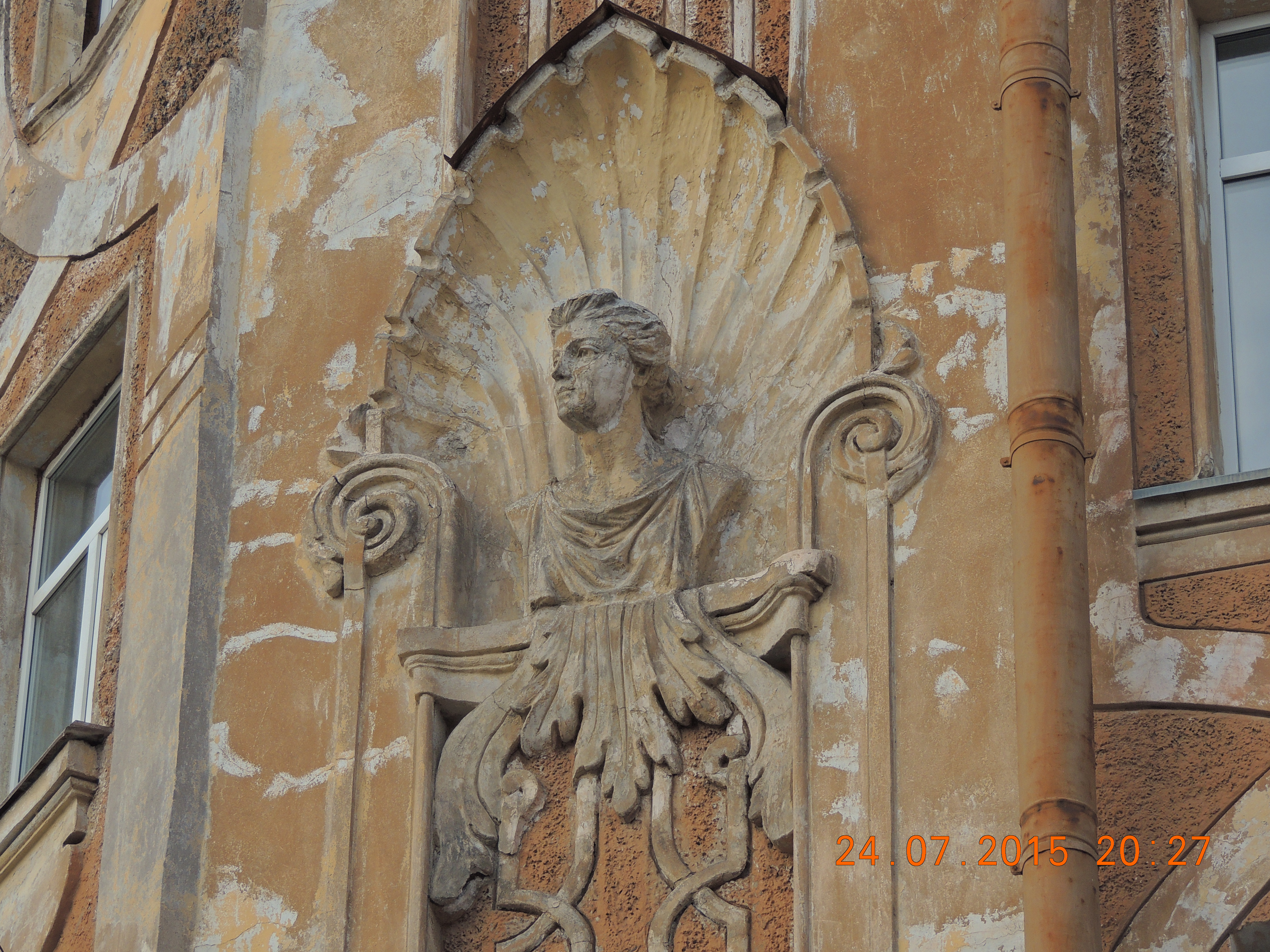
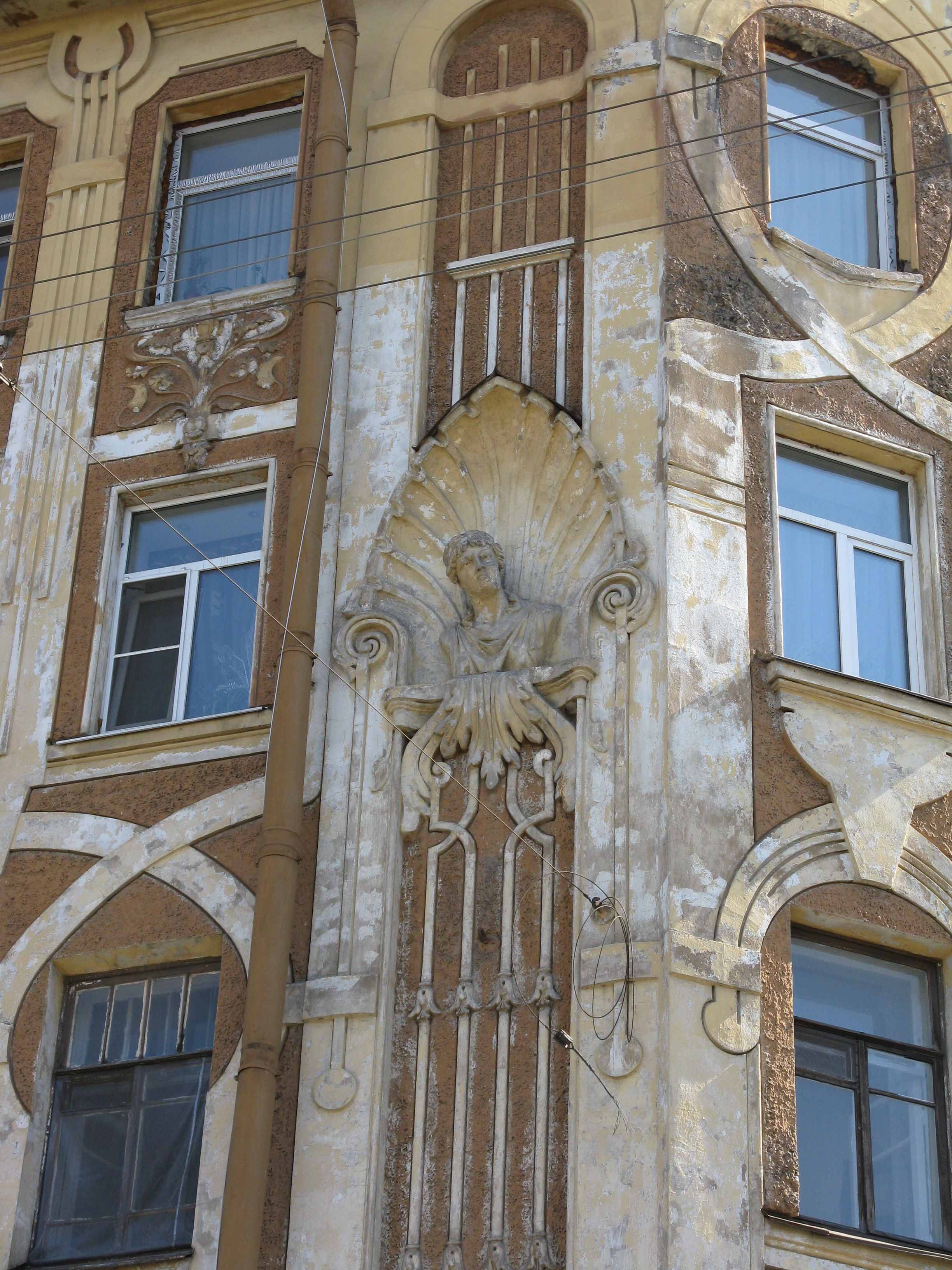